# Galileu Moura
Pour les articles homonymes, voir Moura (homonymie).
Galileu Morgado de Moura est un footballeur portugais né le 11 mars 1929 à Carcavelos et mort le 4 avril 2006. Il évoluait au poste d'attaquant. 

## Biographie
Galileu Moura commence sa carrière au Sporting B en 1947 avant de rejoindre l'équipe première en 1950. Pendant son passage avec le club lisboète, il dispute 45 matchs et inscrit 12 buts en Primeira Liga. Il remporte quatre titres de champion consécutifs en 1951, 1952, 1953 et 1954.
En 1957, il est transféré au SCU Torreense, où il joue sa dernière saison professionnelle, avec un total de 15 matchs et 3 buts avant de se retirer du football en 1958.

## Palmarès
Sporting CP
- Championnat du Portugal : 
  - Champion : 1950-1951, 1951-1952, 1952-1953 et 1953-1954.

- Coupe du Portugal : 
  - Vainqueur : 1953-1954.